# Хронология истории США
На этой странице в хронологическом порядке приведены основные события из истории США и события, происходившие на территориях, когда-либо занимаемых Соединёнными Штатами Америки.

## До эпохи Великих географических открытий (до 1492 г.)
- ок. 1003 — Лейф Счастливый основывает скандинавскую колонию Винланд и поселение около современного поселка Л'Анс-о-Медоуз на острове Ньюфаундленд, просуществовавшее ориентировочно до 1020 года. Возможное плавание викингов к берегам Новой Англии и острову Лонг-Айленд.
- 1004—1007 (1008—1011) — экспедиция викинга Торфинна Карлсефни в южный Винланд — возможно, к берегам современных Соединённых Штатов.
- 1472 — возможное открытие португальским мореплавателем Жуаном Кортириалом побережья Северной Америки, которое он назвал «земля трески».

## Колониальный период и Война за независимость

### В эпоху начала Великих географических открытий (1492—1564)
- 1492 — Христофор Колумб открывает для европейцев Новый Свет (Америку). 3 августа 1492 года началось первое путешествие Колумба к континенту Америки.
- 1497—1498 — Первые экспедиции Джона и Себастьяна Кабота — начало британских исследований Северной Америки.
- 1513 — Хуан Понсе де Леон объявляет Флориду землёй испанской короны.
- 1521 — первая неудачная попытка испанцев колонизировать Флориду. Столкновение испанцев с индейским племенем калуса.
- 1524 — экспедиция французского исследователя Джованни да Вераццано, во время которой впервые было нанесено на карту побережье Северной Америки от Северной Каролины до Род-Айленда.
- 1534 — французский мореплаватель Жак Картье исследует часть побережья Северной Америки и объявляет открытые земли собственностью французского короля.
- 1539—1543 — испанская экспедиция конкистадора Эрнандо де Сото. Экспедиция способствовала разрушению культуры народов бассейна Миссисипи и изменению хозяйственно-культурного типа племён Великих равнин. Де Сото первым из европейцев открывает реку Миссисипи 8 мая 1541 года.
- 1540—1541 — испанская экспедиция Франциско Васкеса де Коронадо. Первая экспедиция на территории запада современных США и в бассейн реки Миссури. Открытие испанцами Великого каньона Колорадо — 1540.
- 1542 — первое исследование побережья Калифорнии испанской экспедицией Хуана Родригеса Кабрильо.

### Европейская колонизация (1564—1773)
- 1564 — французы основали форт Каролен на территории современной Флориды.
- 1564 — испанский адмирал Педро Менедес де Авильес вытеснил французов из Флориды и основал на месте форта Каролен первое европейское поселение на территории современных США — город Сент-Огастин. Фактическое основании испанской колонии Флорида
- 1570 — образование Лиги Ходеносауни — Конфедерации ирокезов — союза пяти (мохавки, онейда, каюга, онондага и сенека) индейских племен, самого мощного протогосударственного образования на северо-востоке Северной Америки.
- 1579 — британский мореплаватель и корсар Фрэнсис Дрейк наносит на карту тихоокеанское побережье современных США.
- 1584 — тайная записка капеллана Ричарда Хаклюйта королеве Елизавете I, обосновывающая выгоды колонизации Северной Америки.
- 1585 — основание Колонии Роанок — первая неудачная попытка британской колонизации Америки.
- 1603 — экспедиция испанского исследователя и картографа Себастьяна Вискаино в северную Калифорнию. Нанесение на карту северо-западной части испанских владений в Северной Америке.
- 1604 — начало французской колонизации в Северной Америке. Образование колонии Новая Франция
- 1607 — основана первая постоянная колония англичан в Северной Америке, Джеймстаун (Виргиния).
- 1609 — испанцы основывают Санта-Фе — начало серьёзного расширения испанской колонизации на Юго-Западе современных Соединённых Штатов.
- 1609 — Самюэль де Шамплен открывает озеро на севере современных Соединённых штатов, названное его именем. Начало проникновения французской колонизации на территорию будущей Новой Англии.
- 1609 — первое плавание Генри Хадсона к берегам Северной Америки (под голландским флагом). Исследование побережья Новой Англии, устья и нижнего течения реки Гудзон, названной в честь исследователя.
- 1614 — формальное основание голландской колонии Новые Нидерланды.
- 1616 — открытие Самюэлем де Шампленом озера Гурон.
- 1620 — основана первая в Новой Англии — историческом центре США — колония, Плимут.
- 1623 — основание колонии Нью-Гэмпшир.
- 1624 — голландцы основывают Новый Амстердам — столицу голландских владений в Северной Америке, ставшую впоследствии Нью-Йорком.
- 1630 — основание британскими пуританами Колонии Массачусетского залива, столица которой — Бостон — стал крупнейшим городом британских колоний в Северной Америке.
- 1634 — основание английскими переселенцами-католиками колонии Мэриленд.
- 1636 — баптисты, изгнанные из Массачусетса основывают колонию Род-Айленд.
- 1636 — основание в городе Кембридж Колонии Массачусетского залива Гарвардского университета — первого университета в британских колониях в Северной Америке.
- 1638 — шведы основывают свою колонию Новая Швеция на территории современного штата Делавэр. Менее чем через 20 лет колония переходит под контроль Нидерландов. Начало вооружения шведами племён саскуеханнок огнестрельным оружием.
- 1638 — основание колонии Коннектикут выходцами из Колонии Массачусетского залива.
- 1640—1701 — Бобровые войны. Серия локальных конфликтов между Конфедерацией ирокезов, французскими поселенцами колоний Канада и Акадия, другими индейскими племенами северо-востока Северной Америки и населением британских, голландских и шведских колоний.
  - 1640—1649 — война Лиги Ходеносауни с индейскими племенами гуронов, шони, майами, могиканами и другими, завершившаяся практически полным истреблением гуронов и вытеснением на запад остальных народов.
  - 1650 — победа ирокезов над некоторыми нейтральными племенами.
  - 1651—1664 — война ирокезов с племенами могикан, абенак и другими, завершившееся победой Конфедерации ирокезов.
  - 1653—1656 — война ирокезов с племенем эри, завершившееся победой Конфедерации ирокезов, вытеснением и ассимиляцией эри.
  - 1654 — переговоры между Конфедерацией ирокезов во главе с вождём Канакесом и французами, не завершившееся компромиссом.
  - 1665—1667 — экспедиция Франции против Лиги, завершившая нанесением определённого ущерба ирокезам и заключением мирного договора.
  - 1675 — победа Конфедерации ирокезов над союзом племён саскуеханнок.
  - 1677 — создание Лигой Ходеносауни Договорной цепи из покорённых племён, обеспечивающей безопасность торговли пушниной в любом направлении, что существенно упрочило положение Лиги.
  - 1670-е — победа ирокезов над Конфедерацией иллиной.
  - 1680-е — победа Конфедерации ирокезов над союзом алгонских племён. Временный раскол алгонкинов и небывалое усиление Лиги.
  - 1684 — начало наступления французов на Лигу ирокезов.
  - 1696 — вытеснение французами ирокезов практически на их исконную (до начала экспансии) племенную территорию.
  - 1701 — Великий монреальский мир между французской колониальной администрацией и Лигой Хоуденосауни по которому Лиге запрещалось участвовать в конфликтах между Англией и Францией, а конфликты между ирокезами и алгонкинами должны были разрешаться при посредничестве французов.
- 1648 — русский исследователь и торговец Семён Дежнёв открывает пролив между Евразией и Америкой.
- 1655 — Переход колонии Новая Швеция под контроль нидерландской колониальной администрации.
- 1664 — Переход голландской колонии Новые Нидерланды Британии. Переименование столицы колонии Нового Амстердама в Нью-Йорк.
- 1670 — основание британской колонии Каролина, разделившуюся в 1729 году на две колонии: Южная Каролина и Северная Каролина.
- 1673 — открытие французскими исследователями Луи Жолье и Жаком Маркеттом верховьев реки Миссисипи.
- 1673—1674 — установление временного контроля Нидерландов над городом Нью-Йорк.
- 1682 — объявление Ла Саллем бассейна Миссисипи владением французского короля.
- 1682 — квакер Уильям Пенн основывает колонию Пенсильвания, первая столица которой — Филадельфия — стала столицей объединённых колоний во время Войны за независимость и первой столицей США.
- 1689—1697 — Война короля Вильгельма между Британской империей и Францией в Северной Америке.
- 1691 — Образовании провинции Массачусетс-Бэй путём слияния Плимутской колонии и Колонии Массачусетского залива.
- 1699 — основание города Билокси — первого французского поселения на берегу Мексиканского залива и столицы французской колонии Луизиана в 1720—1723 годах.
- 1701 — основание форта Детройт — крупнейшего пункта французской колониальной экспансии в районе Великих озёр.
- 1701 — основание Йельского университета в городе Нью-Хэйвен колонии Коннектикут.
- 1702 — основание французами Мобила — первой (1702—1720) столицы колонии Луизиана.
- 1718 — французы основывают Новый Орлеан, ставший столицей колонии Луизиана с 1823 года и центром продвижения французской колонизации на территории современных США.
- 1718 — испанцы основывают Сан-Антонио — первое гражданское поселение на территории Испанского Техаса.
- 1722 — присоединение изгнанного из Северной Каролины племени тускарора к Конфедерации ирокезов.
- 1728 — открытие российской экспедицией Витуса Беринга Острова Святого Лаврентия — первой американской территории открытой Россией.
- 1724 — основание самой южной британской колонии в Северной Америке — Джорджии.
- 1732 — открытие Аляски экспедицией И.Федорова и М.Гвоздева.
- 1738 — французский коммерсант Пьер де Верендри первым из европейцев поднимается вверх по Миссури.
- 1740—1741 — организованная Российской империей Вторая Камчатская экспедиция под руководством Витуса Беринга и Алексея Чирикова к берегам Аляски. Исследованы и нанесены на карту южное побережье Аляски, остров Кадьяк и Алеутские острова.
- 1742 — вторжение испанских войск в Джорджию в ходе Войны за ухо Дженкинса, закончившееся победой англичан.
- 1744 — Война короля Георга.
  - 1745 — Осада Луисбурга
- 1746 — основание колледжа Нью-Джерси — будущего Принстонского университета.
- 1747 — образование группой жителей колонии Виргиния Компании Огайо для организации британской колонизации бассейна реки Огайо, что совпадало с интересами французских колонистов.
- 1751 — Бенджамин Франклин основал Филадельфийскую академию — будущий Пенсильванский университет.
- 1754 — основание Королевского колледжа в Нью-Йорке — будущего Колумбийского университета.
- 1754—1760 — Франко-индейская война, как американский театр Семилетней войны, в результате которой Франция лишается своих колоний в Северной Америке.
  - 1754
    - март — строительство французами форта Дюкен на территории современного Питсбурга, ныне штат Пенсильвания.
    - 28 мая 1754 — Жумонвилльский инцидент — боевое столкновение между отрядами французских и британских колониальных войск под командованием Джорджа Вашингтона в долине реки Огайо.
    - 3 июля — Сражение за форт Несессити.

  - 1755
    - 3 — 16 июня — Осада форта Босежур во французской колонии Акадия, завершившееся взятием форта британскими войсками.
    - 9 июля — Битва при Мононгахеле, в которой франко-индейские войска недалеко от форта Дюкен разгромили превосходящие по численности британские войска под командованием генерала Брэддока.
    - 8 сентября 1755 — Битва на озере Георга, на севере колонии Нью-Йорк, завершившееся победой британских войск.
    - осень — строительство французами форта Карильон (Тикондерога) на севере колонии Нью-Йорк.

  - 1756
    - 17 мая — официальное объявление Британией войны Франции.
    - 10 — 14 августа — Битва у форта Осуиго, в результате которой французские войска под командованием маркиза де Монкальма взяли британский форт на берегу озера Онтарио.

  - 1758
    - 6 — 8 июля — Неудачная попытка превосходящих британских войск под командованием генерала Аберкромби взятия форта Карильон, под командованием маркиза де Монкальма, закончившаяся большими потерями британцев.
    - 8 — 26 июля — Осада Луисбурга на острове Кейп-Бретон, закончившаяся победой численно преобладавших британцев.
    - 15 сентября — Битва за форт Дюкен — неудачная попытка британцев взять форт Дюкен, закончившаяся значительными потерями.
    - 26 ноября — Французские войска, в виду неравенства сил, сжигают и покидают форт Дюкен.

  - 1759
    - 6 — 26 июля — Сражение у форта Ниагара, завершившееся для французских войск потерей важнейшего опорного пункта в районе Великих озёр.
    - 31 июля — Битва при Монморанси около Квебека, закончившаяся победой французских войск под командованием маркиза де Монкальма.
    - 13 сентября — Битва на равнине Авраама, завершившаяся победой англичан и гибелью командующих обеими армиями генерала маркиза де Монкальма и генерала Джеймса Вольфа.
    - 18 сентября — Капитуляция Квебека.
    - 27 апреля — Битва Сен-Фуа в Квебеке, после которого Британская империя установила контроль над Монреалем — последним опорным пунктом Франции в Северной Америке.
- 1763 — французы основывают Сент-Луис — важнейший опорный пункт в среднем течении Миссисипи.
- 10 февраля 1763 — Парижский мирный договор между Англией, Францией и Испанией по которому испанская Флорида и Канада, Акадия и Восточная Луизиана переходили по контроль Британской империи, а Западная Луизиана под контроль Испании.
- 1769 — испанцы основывают Сан-Диего — начало испанской колонизации Верхней Калифорнии.

### Американская революция (1775—1787)
- 16 декабря 1773 — Бостонское чаепитие — начало Американской революции.
- 1774 — Первый Континентальный конгресс — начало открытого противостояния североамериканских колоний и метрополии.
- 1775 — установление российским исследователем, промышленником и купцом Григорием Шелеховым регулярного коммерческого торгового судоходства с островами Алеутской островной гряды.
- 1775—1783 — Война за независимость, также именуемая Американской революцией.
  - 1775
    - 17 апреля — первое вооружённое столкновение в предместье Бостона.
    - 10 мая — собирается Второй Континентальный конгресс, принявший решение о мобилизации вооружённого ополчения, во главе которого становится Джордж Вашингтон.
    - 17 июня — победа англичан при Банкер-Хилле.
    - 16 сентября — начало вторжения в Канаду сепаратистов под командованием Ричарда Монтгомери.
    - октябрь — взятие Монреаля.
    - 31 декабря — разгром американских войск в битве под Квебеком.

  - 1776
    - 4 июля — принята Декларация независимости США от Великобритании.
    - 27 августа — сражение на Лонг-Айленде, в результате которого британские войска под командованием генерала Генри Клинтона захватили Нью-Йорк.

  - 1777
    - 11 сентября — Сражение при Брендивайне в результате которого королевские войска под командованием Уильяма Хоу нанесли поражение ополчению под командованием Джорджа Вашингтона и взяли Филадельфию.
    - 17 октября — Битва при Саратоге — первая крупная победа американских войск.
    - 15 ноября — принятие Вторым континентальным конгрессом Статей Конфедерации — первого конституционного документа США.

  - 1778
    - 6 февраля — заключение соглашения о франко-американском союзе. Франция направляет добровольцев во главе с маркизом Лафайетом и маркизом Рошамбо.

  - 1780
    - 12 мая — взятие англичанами Чарлстона — столицы Южной Каролины.
    - 17 июня — высадка французского десанта на Род-Айленде.
    - 16 августа — разгром американцев британскими войсками под командованием генерала Чарльза Корнуоллиса под Камденом в Южной Каролине.

  - 1781
    - 15 марта — победа британских войск под командованием генерала Ч. Корнуоллиса под Гилфордом (Северная Каролина). Установление британского контроля над всем югом будущих Соединённых Штатов.
    - 9 мая — Битва у Пенсаколы между британскими и испанскими войсками в результате которой Испания установила контроль над британской колонией Западная Флорида.
    - 19 октября — капитуляция британских войск под командованием Корнуоллиса под Йорктауном, ввиду блокады королевских войск и двукратного численного преимущества объединённой американо-французской армии под командованием Джорджа Вашингтона, Мари-Жозефа Лафайета и маркиза Рошамбо.

  - 1782
    - 30 ноября — соглашение о перемирии.

  - 1783
    - 3 сентября — Версальский мирный договор:
      - 1) признание Великобританией независимости североамериканских колоний.
      - 2) возвращение Великобританией Флориды Испании.

    - 25 ноября — вывод британских войск из Нью-Йорка.
- 1777, 15 января — провозглашение независимости республики Вермонт во главе с губернатором Томасом Читтенденом от Британской империи.
- 1778—1779 — Открытие британцами в ходе Третьей экспедиции Джеймса Кука Гавайских островов и нанесение на карту части побережья Аляски.
- 1784 — Основание первого русского поселения в Бухте Трёх Святителей на острове Кадьяк — фактическое основании колонии Русская Америка.
- 1787 — Принятие Конгрессом конфедерации ордонанаса Северо-Запад, по которому на территории к северо-западу от реки Огайо создавалась территория будущих Соединённых Штатов. Начало организованного продвижения американцев на запад.

## Становление американского государства

### Первые годы США (1787—1801)
- 1787, 17 сентября — Конституционным Конвентом, созванном в Филадельфии, принята Конституция США.
- 1789 — Первые выборы президента США. Первым президентом США становится Джордж Вашингтон, получивший 100 % голосов выборщиков.
- 30 апреля 1789 — 4 марта 1797 — Президент США Джордж Вашингтон
- 1789, 25 сентября — Принятие Билля о правах — первых десяти поправок к Конституции США, гарантирующих основные права и свободы граждан.
- 1791, 4 марта — вхождение республики Вермонт в состав США на правах штата.
- 1791—1792 — нанесение на карту тихоокеанского побережья континентальной части современных Соединённых Штатов и части побережья Аляски испанской экспедицией Алессандро Маласпины.
- 1792 — британский мореплаватель Джордж Ванкувер наносит на карту тихоокеанское побережье современных штатов Калифорния (север), Орегон и Вашингтон. открытие устья реки Колумбия.
- 27 октября 1795 — Договор Сан-Лоренцо в соответствии с которым устанавливалась граница между США и испанской Флоридой. Соединённые Штаты получили южные районы современных штатов Миссисипи и Алабама.
- 4 марта 1797 — 4 марта 1801 — Президент США Джон Адамс.
- 1798—1800 — Квази-война — необъявленная война американского флота с французскими каперами.
- 1799 — Основание Русско-Американской компании — начало комплексного освоения Аляски Россией.
- 1800 — Перенос столицы США из Филадельфии в Вашингтон.
- 1 октября 1800 — договор Сан-Ильдефонсо по которому Испания возвращала Франции Луизиану.

### Начало экспансии (1801—1841)
- 4 марта 1801 — 4 марта 1809 — Президент США Томас Джефферсон
- 1803 — Луизианская покупка — приобретение у наполеоновской Франции французских владений в Северной Америке, в результате которого территория страны увеличилась вдвое.
- 1803—1806 — Экспедиция Льюиса и Кларка — первая американская экспедиция к берегам Тихого океана, имевшая огромное значение в геополитическом, научном и экономическом плане.
- 1804 — Основание Александром Барановым Новоархангельска — будущей (с 1808 года) столицы Русской Америки.
- 4 марта 1809 — 4 марта 1817 — Президент США Джеймс Мэдисон
- 1810 — король Камехамеха Великий устанавливает полный контроль над Гавайскими островами и основывает Королевство Гавайи.
- 1810—1821 — Мексиканская война за независимость, в ходе которой Техас перешёл под контроль Мексики.
- 1812 — Основание Форт-Росса — самой южной точки российской экспансии в Америке.
- 1812 — Аннексия Соединёнными Штатами территории испанской западной Флориды — района Мобила — приморской части современных штатов Миссисипи и Алабамы.
- 1812—1815 — англо-американская война.
  - 1812
    - 18 июня — Соединённые Штаты Америки объявляют войну Британской империи.
    - 12 июля — начало неудачного вторжения американский войск под командованием генерала Уильяма Холла в Британскую Канаду со стороны Детройта.
    - 17 июля — британские войска захватывают форт Макинак на одноимённом острове на озере Гурон.
    - 5 августа — британско—индейские войска одерживают победу над американскими войсками в битве у ручья Браунстоун около Детройта.
    - 15 августа — взятие британско—индейскими войсками форта Дирборн на месте современного Чикаго.
    - 15 — 16 августа — капитуляция американских войск под командованием генерала Уильяма Холла после сражения у Детройта. Серьёзная победа британцев под командованием Исаака Брока и Текумсе.

  - 1813
    - 22 января — Сражение у Фрэнчтауна под Детройтом, завершившееся победой британско—индейских войск под командованием Генри Проктера и Текумсе.
    - 22 февраля — битва при Огденсбурге на севере штата Нью-Йорк, закончившееся победой англичан.
    - 27 апреля — Битва у Йорка, заокнчившееся победой американцев и взятием Йорка — столицы Верхней Канады.
    - 28 — 9 мая — неудачная осада британо—индейскими войсками под командованием Генри Проктера и Текумсе форта Мегис в северо-западном Огайо во главе гарнизона которого находился Уильям Генри Гаррисон.
    - 28 — 29 мая — битва у Сакеттс_Харбор на севере штата Нью-Йорк, закончившееся победой американских войск под командованием Джейкоба Брауна.
    - 2 августа — неудачная попытка взятия американского форта Стефенсон, гарнизоном которого командовал Джордж Гроан, британско—индейскими войсками.
    - 10 сентября — победа американской эскадры на озере Эри.
    - 5 октября — крупное сражение у реки Темс (Онтарио) в которой американские индейские войска под командованием генерала Уильям Генри Гаррисон и вождя племени чокто генерала Пушматахи разгромили британо—индейские войска под командованием Генри Проктера и Текумсе. Гибель Текумсе.
    - 26 октября — победа франко-канадского ополчения, под руководством Шарля де Саллаберри над численно преобладающими американскими войсками под командованием Уэйда Хэмптона в битве при Шатогаи в Квебеке.
    - 11 ноября — битва у Крайслер-Фам (восточное Онтарио), в которой британские войска нанесли поражение численно преобладающей американской армии.

  - 1814
    - 4 марта — победа американских войск под Лонгвудом (Онтарио).
    - 26 июля — 4 августа — неудачная попытка американских войск под командованием Джорджа Гроана вернуть форт Макинак.
    - 30 марта — победа британцев под Лаколь-Миллс в юго-западном Квебеке.
    - 6 мая — взятие британским десантом форта Осуиго на берегу озера Онтарио.
    - 29 — 30 мая — битва у Биг-Сэнди-крик около форта Осуиго, в результате которого сдались остатки британского десанта.
    - 24 августа — сожжение города Вашингтон британской армией.
    - 13 — 14 сентября — сражение у форта Макгенри в Мэриленде, после которого британское наступление останавливается.
    - 11 сентября — американцы разбивают британский флот в бухте Платтсбурга на озере Шамплейн.
    - 24 декабря — подписание Гентского соглашения, которое установило статус-кво.

  - 1815
    - 8 января — разгром британской армии в Битве у Нью-Орлеана.
    - 11 февраля — победа британцев у форта Бауэр в Алабаме, в результате которой возникла опасность захвата Мобила.
    - 17 февраля — ратифицировано Гентское соглашение, официальное окончание войны.
- 1816—1817 — Российская крепость на Гавайских островах.
- 1816 — российский исследователь Отто Коцебу исследует северо-западное побережье Аляски и открывает залив, названный в его честь.
- 4 марта 1817 — 4 марта 1825 — Президент США Джеймс Монро
- 1818 — Соглашение с Великобританией об определении границы между США и британскими владениями в бассейне Миссисипи в результате которого Соединённым Штатам отошла часть территории Миннесоты и Северной Дакоты.
- 1819, 21 февраля — ратифицировано соглашение Адамс-Онис о покупке Флори́ды за 5 млн долларов США.
- 1820 — Миссурийский компромисс, позволивший сохранить баланс между Севером и Югом ещё три десятилетия.
- 1821 — вождь племени чероки Секвойя изобретает слоговое письмо чероки, принятое в 1825 в качестве официальной письменности языка Нации чероки.
- 1823 — Первое изложение Доктрины Монро, как основополагающей внешнеполитической концепции США.
- 4 марта 1825 — 4 марта 1829 — Президент США Джонатан Куинси Адамс
- 1825—1827 — британский исследователь Арктики Джон Франклин наносит на карту часть северного побережья Аляски.
- 1826—1827 — Фредонский мятеж — первая попытка провозглашения независимости Техаса от Мексики.
- 1828 — введение протекционистского тарифа, усилившего экономическое и политическое провостояние Севера в лице президента Джонатана К. Адамса и Юга в лице вице-президента Джонатана К. Кэлхуна — главного идеолога рабовладения.
- 1828 — Основание Демократической партии США.
- 4 марта 1829 — 4 марта 1837 — Президент США Эндрю Джексон
- 1830, 28 мая — конгресс США принимает закон о депортации индейцев восточного побережья США на запад в будущую Оклахому.
- 1831 — Восстание рабов под руководством Нета Тёрнера.
- 1831—1847 — Переселение индейцев Пяти цивилизованных племён на Индейскую территорию по Дороге слёз.
  - 1831—1836 — Переселение чокто в соответствии с подписанном в 1830 году Договором ручья Танцующего Кролика.
  - 1832—1842 — Насильственное переселение семинолов.
  - 1834—1837 — Переселение индейского племени маскоги по Куссетскому договору 1832 года.
  - 1835—1837 — Вторая семинольская война во главе с Оцеолой, закончившаяся выселением большей части семинолов на Индейскую территорию.
  - 1836—1838 — Переселение чероки по договору подписанному в 1835 в Нью-Эчоте.
  - 1837—1847 — Переселение в соответствии с договором ручью Понтонак (1832) народа чикасо.
- 1835—1836 — Техасская революция.
- 4 марта 1837 — 4 марта 1841 — Президент США Мартин Ван Бюрен
- 1837—1844 — Паника 1837 года - финансовый кризис, один из самых тяжелых в истории США. Вызванная им рецессия продолжалась семь лет, привела к дефолту финансовых обязательств части южных штатов и к изменению экономических законодательств.
- 1837—1838 — Восстание Патриотов — восстание франкоканадцев под руководством Луи-Жозефа Папино в британском Квебеке, поддержанное американскими добровольцами.
- 1838 — Мормонская война в Миссури — конфликт между святыми последний дней и их соседями на северо-западе штата Миссури. Исход мормонов в Иллинойс.
- 1841 — Продажа Форт-Росса гражданину Мексики Джону Саттеру.

### Национальное становление: США перед Гражданской войной (1841—1860)
- 4 марта — 4 апреля 1841 — Президент США Уильям Генри Гаррисон
- 4 апреля 1841 — 4 марта 1845 — Президент США Джон Тайлер
- 1844—1846 — Мормонская война в Иллинойсе — вооружённый конфликт между мормонами и населением Иллинойса, завершившийся уходом приверженцев Церкви святых последних дней на запад на территорию Мексики.
- 4 марта 1845 — 4 марта 1849 — Президент США Джеймс Полк
- 1845, 29 декабря — Присоединение Республики Техас к США на правах штата.
- 1846 — Присоединение по соглашению с Великобританией Территории Орегон — северо-запада современных Соединённых Штатов.
- 1846—1848 — Американо-мексиканская война.
  - 1846
    - 24 апреля — «Дело Торнтона» — нападение мексиканского отряда на американский патруль — первые боевые столкновения на территории Техаса.
    - 3 — 5 мая — неудачная осада мексиканскими войсками форта Браун, завершившаяся их отступлением.
    - 8 — 9 мая — Сражение при Пало-Альто и Сражение при Ресака-де-ла-Пальма в которых мексиканские войска под командованием президента Мексики Мариано Аристо были разбиты американской армией под командованием генерала Закари Тейлора.
    - 13 мая — официальное объявление войны Мексике.
    - июнь 1846 — январь 1847 — захват американцами Калифорнии.
      - 14 июня — провозглашение американскими переселенцами во главе с капитаном Джоном Фримонтом в Соноре республики Калифорния.
      - 7 июля — высадка американского десанта в Калифорнии и взятие Монтерея.
      - 9 июля — Аннексия — Соединёнными Штатами Америки республики Калифорния.
      - 13 августа — высадка американских военно-морских сил в Лос-Анджелесе.
      - 23 сентября — изгнание американских войск из Лос-Анджелеса в результате народного восстания.
      - 7 октября — «Битва из бабушкиного ружья» (Битва у ранчо Домингеса), в результате которой было сорвано американское наступление на Лос-Анджелес.
      - 16 ноября — битва у ранчо Ла-Нитивидад — захват в плен американского консула.
      - 6 декабря — победа мексиканцев в битве у Сан-Паскуаль.
      - 9 января 1847 — битва Ла-Меса — установление контроля американских войск над южной Калифорнией.
      - 13 января 1847 — договор Кауэнга, о прекращении военных действий на территории Калифорнии.

    - 15 августа — взятие американскими войсками под командованием генерала Стефана Кирни столицы Нью-Мексико Санта-Фе.
    - 24 сентября — Взятие американцами Монтеррея.
    - 24 — 26 октября — установление американским флотом под командованием коммодора Мэтью Перри блокады Мексиканского залива.
    - 25 декабря — победа американских войск в битве при Эль-Пасо.

  - 1847
    - 24 января — 5 февраля — подавление мексиканского восстания в Нью-Мексико.
    - 22 февраля — сражение при Буэна-Висте, завершившееся серьёзным поражением мексиканских войск под командованием президента Мексики Антонио Лопеса де Санта-Анна и установлением контроля американских войск под командованием генерала Закари Тейлора над северной частью страны.
    - 28 февраля — битва у Сакраменто, завершившаяся победой американских войск и взятием Чиуауа.
    - 9 — 29 марта — американского десант под командованием генерала Уинфилда Скота и коммодора Мэтью Перри в Веракрус, завершившаяся взятием города.
    - 18 апреля — Сражение при Серро-Гордо, в ходе которого американские войска под командованием генерала Уинфилда Скота нанесли тяжелейшее поражение мексиканской армии под командованием президента Мексики Антонио Лопеса де Санта-Анна.
    - 18 апреля — взятие американским флотом под контроль порта Таспан.
    - 15 — 16 июня — взятие американским десантом коммодора Мэтью Перри приморского города Вилья-Эрмоса.
    - май — взятие Пуэблы и Мехико.
    - 19 — 20 августа — Сражение при Контрерас и Сражение при Чурубуско около Мехико, в которых американские войска под командованием Уинфилда Скота одержали победу над мексиканской армией по командованием Габриэля Валенсия.
    - 8 сентября — победа американских войск под командованием Уинфилда Скота и Уильяма Уорта в сражении у Молино-дель-Рей, около Мехико.
    - 8 — 15 сентября — Битва за Мехико — важнейшая победа американских войск под командованием Уинфилда Скота над существенно превосходящими силами мексиканцев под командованием Антонио Лопеса де Санта-Анна. Падение мексиканской столицы.
    - 12 — 13 сентября — Сражение при Чапультепеке, в ходе которой преобладающие американские войска под командованием Уинфилда Скота, несмотря на героическое сопротивление мексиканцев взяли крепость на холме Чапультепек.
    - 9 октября — в Битве за Хуамантию американские войска под командованием генерала Джозефа Лэйна разбили мексиканскую армию под командованием Антонио Лопеса де Санта-Анна.
    - 14 сентября — 12 октября — Осада Пуэблы с находящимся в городе американским гарнизоном мексиканскими войсками под командованием Антонио Лопеса де Санта-Анна. Несмотря на численное преимущество мексиканцев город взять не удалось. Окончание военной карьеры президента Мексики.

  - 1848
    - 2 февраля — подписание мирного договора с Мексикой, по которому к США отходят нынешние штаты юго-запада — половина прежней Мексики.
    - 16 марта — Битва за Санта-Крус-де-Розалес (в штате Чиуауа) — последнее сражение войны, выигранное американскими войсками под командованием генерала Стерлинга Прайса. Битва произошла до окончательной ратификации Договора Гвадалупе-Идальго в мексиканском конгрессе.
- 1846—1848 — Переселение мормонов под руководством Бригама Янга из Иллинойса в Юту — одно из наиболее массовых и организованных переселенческих движений на западе США.
- 1848—1855 — Золотая лихорадка в Калифорнии, способствовавшая быстрому заселению англоязычными переселенцами американского Запада.
- 4 марта 1849 — 9 июля 1850 — Президент США Закари Тейлор
- 9 июля 1850 — 4 марта 1853 — Президент США Миллард Филлмор
- 1850 — Компромисс Клея: Закон о поимке беглых рабов на всей территории США в качестве компромисса с Югом по вопросу о принятии в Союз Калифорнии в качестве свободного штата.
- 4 марта 1853 — 4 марта 1857 — Президент США Франклин Пирс
- 1853 — Прибытие «черных кораблей» под командованием коммодора Мэтью Перри в гавань Эдо. Начало процесса деизоляции Япония.
- 1853 — Договор Гадсдена — приобретение Соединёнными Штатами части территорий современных штатов Аризона и Нью-Мексико. Окончательное установление юго-западной государственной границы.
- 1854 — Основание Республиканской партии США.
- 1854, 30 мая — принятие американским Конгрессом Акта Канзас-Небраска, нарушившего равновесие между северными фермерскими и южными рабовладельческими штатами.
- 1854—1856 — Гражданская война в Канзасе, ставшая репетицией Гражданской войны.
- 4 марта 1857 — 4 марта 1861 — Президент США Джеймс Бьюкенен
- 1857—1858 — Война между мормонами и федеральным правительством в Юте, причиной которой стало разделение полномочий между Федеральным правительством и населением территории населённой мормонами.
- 1859 — Восстание Джона Брауна в Виргинии против рабства, завершившееся победой федеральных войск.

## Гражданская война, Реконструкция и индустриализация

### Сецессия Юга и Гражданская война (1860—1865)
- 1860—1861 — Сецессия рабовладельческих штатов из Союза.
  - 6 ноября 1860 — Победа противника расширения рабства Авраама Линкольна на президентских выборах.
  - 22 ноября 1860 — Первое совещание сторонников сецессии в городе Эбивилль в Южной Каролине.
  - 20 декабря 1860 — Выход Южной Каролины из состава США.
  - январь 1861 — Выход Миссисипи, Флориды, Алабамы, Джорджии и Луизианы из Союза.
  - 1 февраля 1861 — Сецессия Техаса.
  - 4 февраля 1861 — Образование Луизианой, Миссисипи, Алабамой, Джорджией, Южной Каролиной и Флоридой Конфедеративных Штатов Америки на Конституционном конгрессе в Монтгомери, ставшем первой столицей сепаратистов.
  - 18 февраля 1861 — Вступление в должность президента Конфедерации Джефферсона Дэвиса.
  - 2 марта 1861 — Присоединение к Конфедерации Техаса.
  - 4 марта 1861 — Инаугурационная речь президента США Линкольна в которой он объявил о незаконности сецессии.
  - 12 апреля 1861 — Начало гражданской войны. Призыв президента Линкольна к силовому решению вопроса, спровоцировавший эскалацию конфликта.
  - апрель 1861 — Сецессия Виргинии.
  - май 1861 — Выход Арканзаса, Теннесси и Северной Каролины из Союза. Вступление Виргинии, Арканзаса и Северной Каролины в Конфедерацию.
  - 29 мая 1861 — Перенос столицы Конфедерации из Монтгомери в Ричмонд.
  - 2 июля 1861 — Присоединение Теннесси к Конфедерации.
  - 7 октября 1861 — Вступление в Конфедерацию племен Индейской территории.
  - ноябрь — декабрь 1861 — Незаконное присоединение «вторых правительств» Миссури и Кентукки к Конфедерации.
  - октябрь 1862 — Выход северо-западных районов Виргинии из состава штата. Образование штата Канова — будущего штата Западная Виргиния.
  - 20 июня 1863 — Выход Западной Виргинии из состава Конфедерации и вступление его в Союз.
- 4 марта 1861 — 15 апреля 1865 — Президент США Авраам Линкольн
- 1861—1865 — Гражданская война.
  - 1861
    - 12 апреля — Блокада форта Самтер — начало гражданской войны.
    - 21 июля — Сражение у станции Манассас в северной Виргинии, закончившееся полным разгромом армии США.
    - 21 октября — Поражение северян в сражении у Боллс-Блаффа.

  - 1862
    - февраль — апрель — Освобождение войсками Союза под командование генерала Улисса Гранта Кентукки.
    - 6 — 7 апреля — Серьёзная победа при Шайло войск генерала Гранта. Освобождение Теннесси.
    - 25 апреля — Захват Нового Орлеана десантом Союза.
    - март — июнь — Кампания в долине Шенандоа в ходе которой генерал Конфедерации Томас Джэксон разбил в нескольких сражениях части северян, воспрепятствовав тем самым соединению нескольких северных армий и окружению столицы.
    - 20 мая — Принятие Гомстед-акта, по которому с 1 января 1863 года каждый гражданин США, не воевавший на стороне сепаратистов, мог получить участок земель из общественного фонда на Западе. Со вступления в силу этого закона окончательно закрывался путь распространению рабовладельческого хозяйства на запад.
    - 25 июня — 1 июля — Семидневная битва, закончившаяся большими потерями и срывом планов обеих сторон. Однако военные действия были перенесены на север штата дальше от Ричмонда.
    - 28 — 30 августа — Второе сражение при Бул-Ране, закончившееся тяжелой победой Конфедерации. Главнокомандующий войсками Юга генерал Роберт Ли перенес военные действия в Мэриленд на территорию Союза.
    - 17 сентября — Сражение при Энтитеме — самое кровопролитное сражение в ходе Гражданской войны и самое крупное сражение на территории Союза, в ходе которого численно преобладающая армия северян, под командованием генерала Джорджа Макклелана была остановлена войсками южан под командование генерала Роберта Ли, однако дальнейшие наступательные операции за рекой Потомак Конфередация из-за больших потерь вести не могла.
    - 11 — 15 декабря — Битва при Фредериксберге, в ходе которой Армия США под командованием Эмброуза Бернсайда предприняла штурм позиций генерала Роберта Ли, что привело к большим потерям северян, но не принесло результатов.
    - 30 декабря — А.Линкольн подписывает Прокламацию об освобождении рабов, в соответствии с которой с 1 января 1863 года свободными объявлялись все рабы южных штатов.

  - 1863
    - 1 января — Вступление в силу Гомстед-акта и закона об освобождении рабов в рабовладельческих штатах, что, наряду с решением о наборе негров добровольцами в армию Союза, становится идеологической победой над сепаратистами.
    - 30 апреля — 5 мая — Сражение при Чанселорсвилле, в ходе которого, несмотря на двукратное численное превосходство армии северян, войска Конфедерации под командованием Роберта Ли одержали крупную победу в результате которой инициатива на восточном театре военных действий перешла к армии Юга, а военные действия были перенесены далеко на север.
    - 1 — 3 июля — Битва при Геттисберге — крупнейшее сражение и переломный момент в Гражданской войне, произошедшее на территории Пенсильвании. В ходе срежения армия Конфедерации, под командованием генерала Роберта Ли была остановлена армией Севера под командованием генерала Джоджа Г. Мида. Обе стороны понесли большие потери, но армия сепаратистов не была уничтожена, а смогла отступить для перегруппировки.
    - К 8 июля — в результате взятия генералом У. Грантом крепости Виксберг и войсками генерала Н. Бэнкса Порт-Хадсона в Луизиане был установлен контроль над долиной реки Миссисипи, а Конфедерация была рассечена надвое.
    - сентябрь — Сражения у Чикамуги и у Чаттануги в результате которых был ликвидирован временный успех армии Конфедерации в Алабаме и восточном Теннесси.

  - 1864
    - 5 — 7 мая — Битва в Глуши — сражение в Северной Виргинии в результате которой армия генерала Роберта Ли отступила под давлением превосходящих сил северян под командованием генерала Улисса Гранта.
    - 8 — 9 мая — Битва при Спотсильвейни, которое закончилось большими потерями армии США, так и не сумевшей отрезать армию Конфедерации от Ричмонда.
    - 31 мая — 12 июня — Сражение при Колд-Харбор в ходе которого генерал Улисс Грант предпринял массированную атаку позиций армии Конфедерации, что привело к большим потерям северян и уходу генерала Р. Ли в глухую оборону.
    - июнь 1864 — апрель 1865 — Осада Ричмонда и Питерсберга армией генерала У. Гранта.
    - май — 2 сентября — Наступление армии Союза под командованием генерала Уильяма Текумсе Шермана на Атланту, закончившееся взятием этого города.
    - 15 ноября — 22 декабря — Марш к морю генерала У. Т. Шермана, завершившийся занятием города Саванна, что практически означало полную победу северной армии в войне.

  - 1865
    - 18 мая — Взятие Чарлстона — идеологической и культурной столицы Конфедерации — войсками генерала У. Т. Шермана.
    - март — Соединение войск У. Т. Шермана и У. Гранта в Северной Каролине.
    - 1 апреля — Битва при Файв-Фокс — последнее крупное сражение Гражданской войны в ходе которого войска Союза под командованием Филиппа Шеридана прорвал позиции Конфедерации на одном из участков обороны Питерсберга, что привело к скорому окончанию войны.
    - 2 апреля — эвакуация Ричмонда, перенос столицы Конфедерации в Данвиль.
    - 9 апреля — Сражение при Аппоматтоксе, капитуляция генерала Роберта Ли.
    - 10 мая — арест президента Конфедеративных Штатов Америки Джефферсона Дэвиса.
    - 23 июня — Капитуляция последнего генерала Конфедерации командующего черокской кавалерией Стенда Уэйти.
    - 8 ноября — спуск флага корабля ВМФ Конфедерации «Шенандоа».

### Эпоха Реконструкции Юга (1865—1877)
- 1865 — начало занятий в Массачусетском технологическом институте — одном из лидеров в науке и технологиях.
- 1867 — покупка Аляски у России.
- 26 июня 1876 — Битва при Литтл-Бигхорн, в результате которой кавалерия генерала Кастера была разбита сиу под предводительством вождя Неистовый Конь.

### Индустриальное развитие (1877—1897)
- 1877 — Капитуляция вождя племен сиу Неистового Коня.
- 1887 — Принятие конституции на Гавайских островах. Установление режима конституционной монархии в королевстве.
- 1893 — Свержение королевы Гавайских островов Лилиуокалани в результате государственного переворота, организованного американскими представителями и установление режима протектората.
- 1894 — провозглашение марионеточной Республики Гавайи во главе с американцем Сэнфордом Доулом.

## Империализм и Великая депрессия

### Выход на мировую арену (1897—1913)
- 1898 — Испано-американская война в результате которой США получили Филиппины, Гавайи, Пуэрто-Рико и некоторые другие территории. Куба стала зависимой от США вплоть до Кубинской революции в 1959 году.
- 1898 — Аннексия Соединеннымии Штатами Гавайских островов.
- 1903, 30 декабря — пожар в театре "Ирокез" в Чикаго, погибло более 600 человек. Крупнейший пожар отдельностоящего здания за всю историю США.

### Первая мировая война и конец изоляционизма (1913—1921)
- 1913, 23 декабря — создание Федеральной резервной системы (ФРС).
- 1917, 6 апреля — в результате так называемой «телеграммы Циммермана» США вступают в Первую мировую войну на стороне Антанты.

### Великая депрессия (1929—1933)
- 1929 — Начало Великой депрессии в США — одного из самых серьёзных потрясений в американской истории, оказавшего огромное влияние не только на экономику, но и на культуру страны.

## Становление супердержавы

### Вторая мировая война (1941—1945)
- 1941, 7 декабря — нападение японцев на Пёрл-Харбор, США вступают во Вторую мировую войну, объявив 8 декабря войну Японии.
- 1945
  - 6 и 9 августа — атомные бомбардировки Хиросимы и Нагасаки (Япония). Погибает около 250 тыс. человек.
  - 10 августа — Япония выражает готовность сдаться странам антигитлеровской коалиции
  - 15 августа — Император Хирохито выступил по радио с объявлением о капитуляции. День Победы над Японией (V-J Day).

### Послевоенная экспансия (1945—1953)
- 1950—1953 — война в Корее.

### Пятидесятые годы (1953—1961)
- 1960
  - август—октябрь — национализация на Кубе собственности американских компаний.
  - ноябрь — победа на президентских выборах Джона Кеннеди (Демократическая партия).

## Системный кризис и разрядка

### Карибский кризис и начало Войны во Вьетнаме (1961—1969)
- 1961
  - 20 января — вступление Джона Кеннеди на пост президента США.
  - 5 мая — суборбитальный космический полёт Алана Шепарда на корабле «Freedom 7».
- 1962
  - 3 февраля — введение Джоном Кеннеди полного эмбарго на торговлю с Кубой.
  - Карибский кризис.
    - май — США по «настойчивым просьбам» своих союзников по НАТО в дополнение к 60 ракетам «Тор», развернутым на западе Англии, завершили развертывание в Северной Италии и Турции 45 пусковых установок ракет средней дальности (РСД) «Юпитер»
    - 8 сентября — советские ракеты СС-4 и СС-5 в ответ на размещение ракет в Европе прибыли на Кубу на советских кораблях.
    - 14 октября — ракеты были обнаружены при аэрофотосъёмке.
    - 22 октября — выступление президента Кеннеди по телевидению.
    - 22 октября — установление блокады Кубы американским военным флотом.
    - 28 октября — в результате интенсивных переговоров советский лидер Никита Хрущёв объявил о вывозе ракет с Кубы в ответ на снятие блокады и вывод американских ракет из Турции
    - 20 ноября — президент Кеннеди снял блокаду Кубы.
- 1963
  - май — массовые выступления негритянского населения Бирмингема (штат Алабама) против расовой дискриминации.
  - 5 августа — Московский договор между СССР, США и Великобританией о запрещении ядерных испытаний в атмосфере, под землёй и под водой
  - 22 ноября — убийство президента Джона Кеннеди в Далласе (штат Техас)
- 1964—1973 — Вьетнамская война.
- 1968
  - 4 апреля — убийство Мартина Лютера Кинга.
  - 5 июня — убийство сенатора и кандидата в президенты США Роберта Кеннеди в Лос-Анджелесе (штат Калифорния)

### Война во Вьетнаме и кризис власти (1969—1974)
- 1969, 21 июля — астронавт Нил Армстронг стал первым человеком, ступившим на поверхность Луны.
- 1973, март — 1974, 9 августа — Уотергейтский скандал, президент Ричард Никсон с позором покидает Белый дом.

## Окончание холодной войны

### Конец холодной войны (1981—1993)
- 1986, 28 января — гибель шаттла «Челленджер».
- 1987
  - 12 июня — призыв Рональда Рейгана, выступавшего возле Берлинской стены, к Михаилу Горбачёву её разрушить.
  - 19 октября — «Чёрный Понедельник» (Индекс Доу Джонса упал на 22,68 %).
- 1991 — Война в Персидском заливе.
- 1992, 29 апреля — 4 мая — чёрный бунт в Лос-Анджелесе.
- 1992—1994 — миротворческая операция в Сомали.

### Девяностые годы (1993—2001)
- 1999 — военная операция против Югославии.
- 1999 — расстрел в высшей школе Колумбайн.

### Современные Соединённые Штаты Америки (с 2001)
- 2001 — террористический акт 11 сентября.
- 2001 — начало антитеррористической операции в Афганистане.
- 2003, 20 марта — вторжение в Ирак и продолжавшаяся до 2010 года Иракская война.
- 2003, 1 февраля — гибель шаттла «Колумбия».
- 2005 — сентябрь — ураган «Катрина» привёл к прорыву дамб, затоплению города Новый Орлеан и последовавших за этим массовым беспорядкам и мародёрству.
- 2006 — Демократы снова приходят к власти в обоих палатах Конгресса.
- 2007 — Демократ Нэнси Пелоси стала первой женщиной спикером Палаты представителей США.
- 2008 — Вспышка торнадо в Супер Вторник убила более 60 человек и привела к более чем миллиардному ущербу в штатах Арканзас, Кентукки, Теннесси и Алабама.
- 2009 — инаугурация Барака Обамы, первого президента-афроамериканца в истории США.
- 2009 — Первый из серии протестов, проводимых Чайной Партией, с целью обратить внимания на проблемы малых правительств, финансовой ответственности, личных свобод и консервативных взглядов на Конституцию.
- 2009 — Президент Барак Обама получил одобрение Конгресса на введение стимулирующего пакета для американской экономики в размере 787 млрд долларов, что стало наибольшей суммой со времен Дуайта Эйзенхауэра.
- 2011, 19 марта — интервенция военной коалиции блока НАТО, в том числе и американских войск в Ливию, приведшая к падению режима Муаммара Каддафи и к фактическому разрушению ливийского государства.
- 2013 — Террористический акт 15 апреля на Бостонском марафоне.
- 2014 — Убийство 9 августа в городе Фергусон, штат Миссури белым полицейским местного чернокожего жителя Майкла Брауна, приведшее как к масштабным волнениям и беспорядкам в самом городе, так и к протестам по всей стране против полицейского произвола против афроамериканцев.
- 2014 — Кубинская оттепель: Президент США Барак Обама и глава Кубы Рауль Кастро объявили о восстановлении дипломатических отношений между странами; период разрядки де-факто прекратился уже в 2017 году при президенте Дональде Трампе.
- 2015, 26 июня — на всей территории США узаконены однополые браки.
- 2015 — Республиканцы снова приходят к власти в обоих палатах Конгресса.
- 2016, 12 июня — массовое убийство в Орландо, штат Флорида: самое кровавое нападение на членов ЛГБТ-сообщества в современной истории США и крупнейшее массовое убийство в стране после террористических актов 11 сентября 2001 года.
- 2017 — инаугурация президента США Дональда Трампа.
- 2017, 1 октября — массовое убийство в Лас-Вегасе, ставшее крупнейшим по количеству жертв в современной истории США.
- 2018 — лесные пожары в Калифорнии, ставшие крупнейшими по количеству жертв и по масштабу разрушений в истории штата и одними из самых катастрофических в истории США.
- 2020 — Распространение COVID-19 в США.
- 2020 — Антирасистские протесты, в которых участвовало 15-26 миллионов человек, предположительно, ставшие крупнейшими протестами в истории США.
- 2021 — захват Капитолия США.
- 2021 — инаугурация Джо Байдена.
- 2021 — вывод американских войск из Афганистана.